# 김현영 (스피드스케이팅 선수)
김현영(金賢榮, 1994년 10월 19일~)은 대한민국의 스피드스케이팅 선수이다.

## 학력
- 과천초등학교
- 과천중학교
- 서현고등학교
- 한국체육대학교 체육학과

## 수상
- 2017년 ISU 스피드스케이팅 월드컵 2차 대회 여자 팀 스프린트 금메달
- 2017년 ISU 스피드스케이팅 월드컵 1차 대회 여자 팀 스프린트 동메달
- 2017년 제98회 전국동계체육대회 스피드스케이팅 여자 대학부 500m 금메달
- 2017년 제98회 전국동계체육대회 스피드스케이팅 여자 대학부 1000m 금메달
- 2017년 제98회 전국동계체육대회 스피드스케이팅 여자 대학부 6주 팀추월 금메달
- 2017년 제28회 알마티 동계유니버시아드 스피드스케이팅 여자 500m 금메달
- 2017년 제28회 알마티 동계유니버시아드 스피드스케이팅 여자 1000m 은메달
- 2016년 제97회 전국동계체육대회 스피드스케이팅 여자 대학부 1000m 금메달
- 2013년 제26회 트렌티노 동계유니버시아드 스피드스케이팅 여자 500m 금메달
- 2013년 제48회 전국 남녀종목별 스피드스케이팅 선수권대회 여자 500m 3위
- 2013년 제48회 전국 남녀종목별 스피드스케이팅 선수권대회 여자 1000m 2위
- 2013년 ISU 주니어 스피드스케이팅 세계선수권대회 여자 500m 금메달
- 2012년 제53회 전국 남겨종목별 스피드스케이팅 선수권대회 여자 1000m 2위
- 2012년 제53회 전국 남겨종목별 스피드스케이팅 선수권대회 여자 500m 2위
- 2011년 KB금융 스피드스케이팅 챔피언십 여자 1000m 은메달
- 2011년 KB금융 스피드스케이팅 챔피언십 여자 500m 은메달
- 2010년 제37회 전국남녀 스프린트 빙상선수권대회 종합2위